# پتروس بومال
پتروس بومال (انگلیسی: Petrus Boumal؛ زادهٔ ۲۰ آوریل ۱۹۹۳) بازیکن فوتبال اهل کامرون است.
از باشگاه‌هایی که در آن بازی کرده است می‌توان به باشگاه فوتبال نیژنی نووگورود، باشگاه فوتبال لیتکس لووچ، باشگاه فوتبال سوشو، و باشگاه فوتبال اوی‌پشت اشاره کرد.
وی همچنین در تیم‌های ملی فوتبال زیر ۲۰ سال کامرون و کامرون بازی کرده است.